# Икстенс, Каспар
Ка́спар И́кстенс (латыш. Kaspars Ikstens; 5 июня 1988, Рига) — латвийский футболист, вратарь. Выступал за сборную Латвии.
После завершения игровой карьеры, начал работать в рижской футбольной академии, основанной в честь бывшего игрока сборной Латвии Гинтса Фрейманиса.

## Биография

### Ранние годы и начало карьеры
Каспарс Икстенс родился в Риге, Латвия, 5 июня 1988 года. Начал заниматься футболом с юных лет, проявляя талант и преданность игре. В возрасте 19 лет дебютировал на профессиональной арене, присоединившись к рижскому клубу «Олимп». За три года в клубе он сыграл значительное количество матчей, став одним из ведущих молодых вратарей.

### Профессиональная карьера
В 2010 году Икстенс перешёл в «Сконто» — один из сильнейших клубов Латвии, с которым он выиграл чемпионат Латвии и внёс вклад в успешные выступления команды на внутренней арене. Спустя несколько сезонов, его карьера включала выступления за «Даугава», где он также стал чемпионом Латвии.
Помимо выступлений в местных клубах, Икстенс пробовал свои силы за границей, в частности в Исландии, играя за «Викингур». Вернувшись в Латвию, он провёл успешные сезоны в «Елгаве», где выиграл Кубок Латвии в 2014 и 2015 годах.
В последние годы своей карьеры он представлял клубы РФС и «Лиепая», демонстрируя стабильную игру на высоком уровне.

### Международная карьера
Каспарс Икстенс выступал за молодёжные сборные Латвии, а в 2018 году дебютировал за национальную сборную, приняв участие в нескольких матчах.

## Достижения[2]
«Олимп»
- Финалист Кубка Латвии: 2007.

 «Сконто»
- Чемпион Латвии (1): 2010.
- Обладатель Кубка чемпионов Балтии: 2011.
- Победитель Балтийской лиги: 2011.

 «Даугава» Даугавпилс
- Чемпион Латвии (1): 2012.

 «Елгава»
- Бронзовый призёр чемпионата Латвии: 2014.
- Обладатель Кубка Латвии (2): 2014, 2015.